# Mai 1965

## Évènements
- 2 mai : doctrine Johnson, en rupture avec la politique de « bon voisinage » : la Maison Blanche affirme que les « nations américaines ne peuvent, ni ne veulent, ni ne voudront autoriser l’établissement d’un autre gouvernement communiste dans l’hémisphère occidental » et engage les États-Unis dans la défense de « tous les pays libres » de la région.

- 3 mai : à la suite de bombardements dans les villages cambodgiens frontaliers, Norodom Sihanouk rompt les relations diplomatiques avec les États-Unis.

- 8 mai : Gaston Defferre propose la création d'une Fédération démocrate et socialiste (FDS) alliant des socialistes aux démocrates chrétiens.

- 12 mai :
  - établissement officiel de relations diplomatiques entre Israël et la RFA ;
  - douze des treize membres de la Ligue arabe rompent avec Bonn à la suite de révélations sur la livraison d’armes ouest-allemandes à Israël dans le cadre des réparations allemandes au peuple juif.

- 17 mai : état de siège en Bolivie pour dissoudre les milices des mineurs.

- 28 mai : la France quitte l'OTASE.

- 30 mai (Formule 1) : Grand Prix automobile de Monaco.

- 31 mai : proche du succès lors des deux éditions précédentes, le pilote écossais Jim Clark remporte, sur une Lotus-Ford du Team Lotus, les 500 miles d'Indianapolis devant les Américains Parnelli Jones (2e) et Mario Andretti (3e). Il s'agit du premier succès à Indianapolis d'une voiture à moteur arrière.

## Naissances
- 5 mai : Fei Junlong, taïkonaute chinois.
- 7 mai : 
  - Marc Barrow, acteur porno français ;
  - Owen Hart, acteur et catcheur.
- 9 mai : Steve Yzerman, joueur de hockey.
- 10 mai : Linda Evangelista, mannequin canadien.
- 12 mai : Nimah Ismail Nawwab, poétesse saoudienne.
- 15 mai : Gulshara Abdykhalikova, femme politique kazakhe.
- 16 mai : Kim Janey, femme politique américaine.
- 19 mai : 
  - Jean d'Orléans, prince français ;
  - James Bezan, homme politique de la circonscription fédérale de Selkirk—Interlake.
- 20 mai : Paolo Seganti, acteur italien.
- 21 mai] : Manolo Mejía, matador mexicain.
- 23 mai : Melissa McBride, actrice américaine.
- 25 mai :
  - John D. Olivas, astronaute américain ;
  - Pat Cash, joueur de tennis australien.
- 27 mai : Todd Bridges, acteur, réalisateur et producteur américain.

## Décès
- 2 mai : Lucile Swan, sculptrice et artiste américaine (° 10 mai 1890).
- 30 mai : Louis Hjelmslev, linguiste danois.